# Oscaruddelingen 1977
Oscaruddelingen 1977 var den 49. oscaruddeling, hvor de bedste film fra 1976 blev hædret af Academy of Motion Picture Arts and Sciences. Uddelingen blev afholdt 28. marts 1977 i Dorothy Chandler Pavilion i Los Angeles, Californien, USA. Værterne var Richard Pryor, Ellen Burstyn, Jane Fonda og Warren Beatty.

## Vindere og nominerede
Vindere står øverst, er skrevet i fed.
| Bedste film | Bedste instruktion |
| --- | --- |
| - Rocky – Robert Chartoff og Irwin Winkler, producere - Alle præsidentens mænd – Walter Coblenz, producer - Landet der er mit – Robert F. Blumofe and Harold Leventhal, producers - Nettet – Howard Gottfried, producer - Taxi Driver – Julia Phillips og Michael Phillips, producere | - John G. Avildsen – Rocky - Alan J. Pakula – Alle præsidentens mænd - Ingmar Bergman – Ansigt til ansigt - Sidney Lumet – Nettet - Lina Wertmüller – Syv skønheder |
| Bedste mandlige hovedrolle | Bedste kvindelige hovedrolle |
| - Peter Finch – Nettet som Howard Beale - Robert De Niro – Taxi Driver som Travis Bickle - Giancarlo Giannini – Syv skønheder som Pasqualino - William Holden – Nettet som Max Schumacher - Sylvester Stallone – Rocky som Rocky Balboa | - Faye Dunaway – Nettet som Diana Christensen - Marie-Christine Barrault – Fætter og kusine som Marthe - Talia Shire – Rocky som Adrian Pennino - Sissy Spacek – Carrie som Carrie White - Liv Ullmann – Ansigt til ansigt som Jenny Isaksson |
| Bedste mandlige birolle | Bedste kvindelige birolle |
| - Jason Robards – Alle præsidentens mænd som Ben Bradlee - Ned Beatty – Nettet som Arthur Jensen - Burgess Meredith – Rocky som "Mickey" Goldmill - Laurence Olivier – Marathonmanden som Dr. Christian Szell - Burt Young – Rocky som Paulie Pennino | - Beatrice Straight – Nettet som Louise Schumacher - Jane Alexander – Alle præsidentens mænd som Judy Hoback Miller - Jodie Foster – Taxi Driver som Iris Steensma - Lee Grant – S/S St. Louis - Skibet som fik verden til at skamme sig som Lillian Rosen - Piper Laurie – Carrie som Margaret White |
| Bedste originale manuskript | Bedste filmatisering |
| - Nettet – Paddy Chayefsky - Fætter og kusine – Jean-Charles Tacchella og Danièle Thompson - Stråmanden – Walter Bernstein - Rocky – Sylvester Stallone - Syv skønheder – Lina Wertmüller | - Alle præsidentens mænd – William Goldman baseret på bogen af Carl Bernstein og Bob Woodward - Landet der er mit – Robert Getchell baseret på bogen af Woody Guthrie - Fellini's Casanova – Federico Fellini og Bernardino Zapponi baseret på selvbiografien Histoire de ma vie af Giacomo Casanova - Den snigende gift – Nicholas Meyer baseret på hans roman - S/S St. Louis - Skibet som fik verden til at skamme sig – David Butler og Steve Shagan baseret på bogen af Gordon Thomas og Max Morgan Witts |
| Bedste fremmedsprogede film | Bedste dokumentar |
| - Sorte og hvide i farver (Elfenbenskysten) - Fætter og kusine (Frankrig) - Jakob, der Lügner (Østtyskland) - Noce i dnie (Polen) - Syv skønheder (Italien) | - Harlan County, USA – Barbara Kopple - Hollywood on Trial – David Helpern - Off the Edge – Michael Firth - People of the Wind – Anthony Howarth and David Koff - Volcano: An Inquiry into the Life and Death of Malcolm Lowry – Donald Brittain and John Kramer |
| Bedste korte dokumentar | Bedste kortfilm |
| - Number Our Days – Lynne Littman and Barbara Myerhoff - American Shoeshine - Sparky Greene - Blackwood - Tony Ianzelo and Andy Thomson - The End of the Road - John Armstrong - Universe - Lester Novros | - In the Region of Ice – Andre R. Guttfreund and Peter Werner - Kudzu – Marjorie Anne Short - The Morning Spider – Julian Chagrin og Claude Chagrin - Nightlife – Claire Wilbur og Robin Lehman - Number One – Dyan Cannon og Vince Cannon |
| Bedste korte animationsfilm | Bedste originale musik |
| - Leisure – Suzanne Baker - Dedalo – Manfredo Manfredi - The Street – Caroline Leaf og Guy Glover | - The Omen – Jerry Goldsmith - Besættelse – Bernard Herrmann (posthum nominering) - Øje for øje – Jerry Fielding - Taxi Driver – Bernard Herrmann (posthum nominering) - S/S St. Louis - Skibet som fik verden til at skamme sig – Lalo Schifrin |
| Bedste musik: Sangbaseret eller adapteret | Bedste sang |
| - Landet der er mit – Leonard Rosenman - Bugsy Malone – Paul Williams - En stjerne fødes – Roger Kellaway | - "Evergreen (Love Theme from A Star Is Born)" fra En stjerne fødes – Musik af Barbra Streisand; Tekst af Paul Williams - "Ave Satani" fra The Omen – Musik og tekst af Jerry Goldsmith - "Come to Me" fra Den lyserøde panter slår igen – Musik af Henry Mancini; Tekst af Don Black - "Gonna Fly Now" fraRocky – Musik af Bill Conti; Tekst af Carol Connors og Ayn Robbins - "A World That Never Was" from Half a House – Musik af Sammy Fain; Tekst af Paul Francis Webster                                |
| Bedste lyd | Bedste kostumer |
| - Alle præsidentens mænd – Arthur Piantadosi, Les Fresholtz, Dick Alexander og Jim Webb - King Kong – Harry Warren Tetrick (posthum nominering), William McCaughey, Aaron Rochin og Jack Solomon - Rocky – Harry Warren Tetrick (posthum nominering), William McCaughey, Lyle Burbridge og Bud Alper - Chicago-ekspressen – Donald Mitchell, Douglas Williams, Richard Tyler og Hal Etherington - En stjerne fødes – Robert Knudson, Dan Wallin, Robert Glass og Tom Overton | - Fellini's Casanova – Danilo Donati - Landet der er mit – William Ware Theiss - The Incredible Sarah – Anthony Mendleson - The Passover Plot – Mary Wills - Den snigende gift – Alan Barrett |
| Bedste scenografi | Bedste fotografering |
| - Alle præsidentens mænd – George Jenkins og George Gaines - The Incredible Sarah – Elliot Scott, Norman Reynolds og Peter Howitt - Magtens sødme – Gene Callahan, Jack T. Collis og Jerry Wunderlich - Flugten fra fremtiden – Dale Hennesy og Robert De Vestel - Seksløberen som blev tavs – Robert F. Boyle og Arthur Jeph Parker | - Landet der er mit – Haskell Wexler - King Kong – Richard H. Kline - Flugten fra fremtiden – Ernest Laszlo - Nettet – Owen Roizman - En stjerne fødes – Robert Surtees |
| Bedste klipning | |
| - Rocky – Richard Halsey og Scott Conrad - Alle præsidentens mænd – Robert L. Wolfe - Landet der er mit – Robert C. Jones og Pembroke J. Herring - Nettet – Alan Heim - To minutters frist – Eve Newman og Walter Hannemann | |